# Thure Weidman
Thure Weidman, född 15 december 1744 i Gladsax socken, Skåne, död 15 augusti 1828 på Brunsbo biskopsgård, var svensk professor, senare biskop i Skara stift.
Weidman blev student vid Lunds universitet 1756, promoverades där till filosofie magister, med första hedersrummet, 1766, anställdes samma år som biblioteksamanuens och förordnades 1767 till docent först i litteraturhistoria, sedan i moralfilosofi. Han utnämndes 1771 till adjunkt i österländska och grekiska språken vid Lunds universitet och befordrades 1776 till professor i samma ämnen. Tre år senare förflyttades han till en professur i teologiska fakulteten och innehade denna lärostol, tills han 1789 utnämndes till biskop i Skara stift. Hans skrifter inskränker sig nästan uteslutande till disputationer av teologiskt och filologiskt innehåll.